# L'evoluzione della fisica
L'evoluzione della fisica: sviluppo delle idee dai concetti primitivi alla relatività e ai quanti è un libro scientifico scritto da Albert Einstein e Leopold Infeld e pubblicato nel 1938 presso la  Cambridge University Press. In Italia fu pubblicato per la prima volta nel 1948 dall'editore Paolo Boringhieri; lo stesso anno il libro passò all'editore Einaudi che lo inserì nella sua collana "Biblioteca di cultura scientifica".

## Storia
Einstein accettò di scrivere il libro in parte come un modo per aiutare Infeld finanziariamente. Infeld infatti aveva collaborato per un breve periodo con Max Born a Cambridge, prima di trasferirsi a Princeton, dove lavorò presso l'Institute for Advanced Study con Einstein, che cercò invano di procurargli un posto fisso. Infeld quindi pensò di scrivere un libro divulgativo sulla storia della fisica con Einstein e di dividerne poi i diritti, sicuro del successo del libro. Quando propose l'idea ad Einstein, Infeld incontrò la disponibilità del collega, che commentò: "Questa idea non è per niente stupida. Per niente stupida. Lo faremo." Il libro fu poi pubblicato da Simon & Schuster.

## Il punto di vista del libro
Nel libro Einstein esterna il suo approccio realista alla Fisica.

## Contenuto
Il libro è suddiviso in quattro capitoli:
- Ascesa dell'interpretazione meccanicistica
- Decadenza dell'interpretazione meccanicistica
- Campo, relatività
- Quanti

## Edizioni in italiano
- Albert Einstein, Leopold Infeld, L'evoluzione della fisica: sviluppo delle idee dai concetti primitivi alla relatività ed ai quanti, traduzione di Abele Graziadei, G. Einaudi, Torino 1948
- Albert Einstein, Leopold Infeld, L'evoluzione della fisica: sviluppo delle idee dai concetti primitivi alla relatività ed ai quanti, traduzione di Abele Graziadei, Edizioni Scientifiche Einaudi, Torino 1953
- Albert Einstein, Leopold Infeldn, L'evoluzione della fisica : sviluppo delle idee dai concetti primitivi alla relativita e ai quanti, Boringhieri, Torino 1960
- Albert Einstein, Leopold Infeldn, L'evoluzione della fisica : sviluppo delle idee dai concetti primitivi alla relativita e ai quanti, prefazione di Carlo Castagnoli, Boringhieri, Torino 1965
- Albert Einstein, Leopold Infeld, L'evoluzione della fisica: sviluppo delle idee dai concetti iniziali alla relatività e ai quanti, prefazione di Enrico Bellone; introduzione di Carlo Castagnoli, La biblioteca di Repubblica : L'Espresso, Roma 2006
- Albert Einstein, Leopold Infeld, L'evoluzione della fisica: sviluppo delle idee dai concetti iniziali alla relatività e ai quanti, prefazione di Carlo Castagnoli, Fabbri, Milano 2009